# Fraternité en Irak

Fraternité en Irak est une association française fondée en 2011, dédiée à l'aide aux populations issues de minorités religieuses présentes en Irak, et active notamment dans la plaine de Ninive, au Kurdistan irakien, à Kirkouk et à Bassorah.

## Historique

### De 2011 à 2014
Fraternité en Irak a été créée par un groupe de Français touchés par la situation des réfugiés irakiens en Syrie à la fin des années 2000 et par l'Attentat de la cathédrale de Bagdad survenu fin 2010, à la suite duquel, le groupe ayant été invité à se rendre en Irak par l'archevêque chaldéen de Kirkouk de l'époque Louis Raphaël Ier Sako, la première mission caritative voit le jour en 2011. De 2011 à l'été 2014, des bénévoles de l'association se succèdent l'été, contribuant à l'encadrement d'activités pour les jeunes dans un quartier pauvre de Qaraqosh, à l'apport de matériel de soins et de médicaments, et au financement de l'école multiconfessionnelle Mariamana de Kirkouk.
L'ancien sénateur Adrien Gouteyron cite dans son Rapport sur les communautés chrétiennes d'Orient commandé en 2011 par le Premier ministre francais de l'époque, l'action de Fraternité en Irak.

### De 2014 à 2017
La prise de Mossoul puis de Qaraqosh et de plusieurs villages de la Plaine de Ninive à l'été 2014 pousse l'association, dont le budget augmente alors considérablement, à étendre son périmètre d'action à l'aide humanitaire d'urgence, l'éducation, l'emploi pour les populations déplacées et le déminage. Présente à Erbil lors de l'arrivée des populations en fuite chassées par l'État islamique à l'été 2014, l'association apporte une aide d'urgence à des réfugiés et multiplie les appels dans la presse française,,,.
L'association est auditionnée le 4 décembre 2014 par la Délégation pour les relations avec l'Irak de la Commission européenne devant laquelle elle souligne l'importance d'anticiper le déminage et la libération des villes prises par l'État islamique et de ne pas "abandonner les réfugiés à leur situation présente sous prétexte qu'ils sont sains et saufs".
Jusqu'à la reprise de Mossoul en 2017, l'association s'emploie à divers projets auprès des communautés religieuses minoritaires (chrétiens syriaques (en) et chaldéens, assyriens, yezidis, shabaks, kakaïs et mandéens) : financement ou construction d'écoles au Kurdistan irakien,,, à Kirkouk, et à Bassorah, d'un orphelinat, de dispensaires et d'une église ; développement et retour à l'emploi ; soutien aux familles démunies, etc ; et milite pour une reprise rapide de la partie orientale de la Plaine de Ninive dans un but humanitaire.
En 2016, l'association finance conjointement avec le Centre de crise et de soutien du ministère des Affaires étrangères français des opérations de déminage, effectuées par Mines Advisory Group dans plusieurs villages kakaïs et chrétiens de la Plaine de Ninive,, après une étude d'HAMAP-humanitaire. Cette même année, le prix « Irénée d'or de la solidarité » lui est remis par la Fondation Saint-Irénée « pour son action auprès des réfugiés d’Erbil et l’équipement des camps d’Ashti de 1000 réservoirs d’eau ».

## Fraternité en Irak aujourd'hui

### En Irak
La reprise de Mossoul et des villes et villages dont étaient majoritairement issues les minorités religieuses déplacées amène en 2017 Fraternité en Irak, poursuivant parallèlement ses actions déjà engagées, à anticiper puis accompagner le retour de ces populations en développant des programmes d'aide à la reprise de l'emploi,, à la reconstruction et à la réhabilitation de certaines infrastructures dans la plaine de Ninive,.
A la demande de l'archevêque syriaque-catholique de Mossoul Yohanna Petros Mouche, l'association finance et pilote depuis 2017 la reconstruction du mausolée du sanctuaire Mar Behnam, lieu de pèlerinage emblématique des chrétiens mais aussi des musulmans et yezidis irakiens, dynamité par l'État islamique en mars 2015,, et de l'église Mar Toma de Mossoul.

### En France
Le chanteur Grégory Turpin reverse régulièrement les bénéfices de ses concerts à l'association,.
Des œuvres d'art créées à l'invitation de l'association par des artistes issues de minorités religieuses irakiennes sont rassemblées entre 2016 et 2018 pour une exposition itinérante.

### Budget
Fraternité en Irak dispose à la clôture de son exercice 2019 de 1 063 125 euros de ressources collectées et ses frais de fonctionnement s'élèvent pour cet exercice à 7% de son total de ressources.

### Ouvrages

#### Beaux livres
- Pascal Maguesyan, Mésopotamia : une aventure patrimoniale en Irak, Première Partie, 2020, 256 p. (ISBN 978-2365262293)